# Гула (газове родовище)
Гула – індонезійське офшорне газове родовище, виявлене у Макасарській протоці.
Гула належить до нафтогазового басейну Кутей, виникнення якого передусім пов’язане із виносом осадкового матеріалу потужною річкою Махакам. Відкриття родовища сталось у 2000 році унаслідок спорудження свердловини Gula-1, яку пробурили в районі з глибиною моря 1844 метри. Свердловина досягла глибини у 4932 метри та пройшла газонасичений інтервал завтовшки 79 метрів. Надалі на структурі спорудили оцінні свердловини Gula-2, 2A, 2B та Gula-3 (споруджена в 2004-му та пройшла газонасичений інтервал завтовшки 100 метрів).
Вуглеводні на Гула виявлено у пісковиках міоцену.  
Родовище виявили на ліцензійній ділянці Ганал, оператором якої була компанія Unocal (в 2005 році стала частиною нафтогазового гіганта Chevron) із часткою 80% (ще 20% мала британська LASMO, яка належить до групи італійського енергетичного гіганта Eni). Первісно ресурси Гула оцінили від 31 до 206 млрд м3 газу (втім, варто відзначити, що у підсумку розміри цілого ряду газових родовищ, виявлених під час розвідувальної кампанії Unocal поблизу дельти Махакам, були скориговані до рівня меншого за початкову мінімальну оцінку). 
Станом на початок 2020-х Гула так і не було введене в розробку.